# Rebecca Harms
Rebecca Harms (née le 7 décembre 1956 à Uelzen) est une femme politique allemande membre de l'Alliance 90/Les Verts.

## Carrière professionnelle
Elle a commencé à travailler dans le paysagisme, avant de devenir assistante d'Undine von Blottnitz, en 1984, au Parlement européen. Harms a ensuite fait de nombreux documentaires.

## Parcours politique

### Landtag de Basse-Saxe
Elle a été élue au Parlement de Basse-Saxe en 1994, conservant son mandat jusqu'en 2004. Elle vit dans la région de Wendland, connue internationalement pour le projet de stockage des déchets radioactifs sur le site de site de stockage nucléaire à proximité du village de Gorleben.

### Parlement européen
Lors des élections européennes de 2004, elle a été élue au Parlement européen, où elle siège au sein du groupe des Verts/Alliance libre européenne. Elle a été réélue en 2009 et en 2014.
Lors de la commémoration de la catastrophe nucléaire de Tchernobyl, elle a commandé une contre-expertise, le rapport TORCH, pour le compte des Verts européens. Celui-ci avait pour but de réviser les conclusions du rapport de 2005 sur les conséquences de Tchernobyl, rédigé par le Forum de Tchernobyl, qui rassemble l'Agence internationale de l'énergie atomique (AIEA), l'Organisation mondiale de la santé (OMS), le Programme des Nations unies pour le développement (PNUD), ainsi que les gouvernements de Biélorussie, d'Ukraine et de Russie. Le rapport de 2005 du Forum de Tchernobyl prétendait notamment qu'on ne pouvait attribuer à Tchernobyl que la mort de 56 personnes jusqu'à présent. Harms s'est positionnée en particulier pour mettre fin à l'accord liant l'AIEA à l'OMS, en arguant que cette connexion entre un organisme proche du lobby nucléaire et une agence de santé nuit à l'indépendance des expertises de cette dernière.